# Caldas (Comarca)
Die Comarca Caldas ist eine der zehn Comarcas in der Provinz Pontevedra.
Die im Nordwesten der Provinz gelegene Comarca umfasst 7 Gemeinden auf einer Fläche von 288,77 km².

## Gemeinden
| Gemeinde       | Einwohner (2024) | Fläche km² | Dichte Einw./km² | Cod INE | Postleitzahl |
| -------------- | ---------------- | ---------- | ---------------- | ------- | ------------ |
| Caldas de Reis | 9.614            | 68,25      | 141              | 36005   | 36650        |
| Catoira        | 3.268            | 29,44      | 111              | 36010   | 36612        |
| Cuntis         | 4.515            | 79,88      | 57               | 36015   | 36670        |
| Moraña         | 4.110            | 41,25      | 100              | 36032   | 36660        |
| Pontecesures   | 3.088            | 6,69       | 462              | 36044   | 36640        |
| Portas         | 2.781            | 22,62      | 123              | 36040   | 36658        |
| Valga          | 5.671            | 40,64      | 140              | 36056   | 36645        |
| Comarca Caldas | 33.047           | 288,77     | 114              | –       | –            |

1. ↑  Instituto Nacional de Estadística Municipal Register of Spain